# 密度
密度（みつど）は、一般には、対象とする何かの混み合いの程度を示す語である。ただし、科学において、単に密度といえば、単位体積あたりの質量(質量の空間微分)を指すことが多い。
広義には、ある量（物理量など）が、空間（3次元）あるいは面上（2次元）・線上（1次元）に分布していたとして、これらの空間・面・線の微小部分上に存在する当該量と、それぞれ対応する体積・面積・長さに対する比のことを言う（それぞれ、体積密度・面密度・線密度と呼ぶ）。微小部分は通常、単位体・単位面積・単位長さ当たりに相当する場合が多い。勿論、4次元以上の仮想的な場合でもこの関係は成立し、密度を定義することができる。
その他の密度としては、状態密度・電荷密度・ 磁束密度・電流密度・数密度など様々な量（物理量）に対応する密度が存在する（あるいは定義できる）。物理量以外でも人口密度・個体群密度・確率密度、などの値が様々なところで用いられている。密度効果という語もある。

## 密度と比重の違い
水の密度の値（g/cm3で表した数値）とその比重の値はほとんど同じであることもあって、混同されやすいが、根本的に異なる概念である。
なお、密度も比重も計量法における物象の状態の量（全89量）である。ただし、密度は典型72量に含まれており、取引・証明における規制の対象になるが、比重は「確立された計量単位のない17の物象の状態の量」の一つであり、規制の対象になっていない。
| 項目         | 密度             | 比重                                  |
| ------------ | ---------------- | ------------------------------------- |
| 定義         | 質量/体積        | 物質の質量/同一の体積を有する水の質量 |
| 次元         | 有次元           | 無次元                                |
| 計量単位     | kg/m3、g/m3、g/L | なし                                  |
| (例)純水の値 | 0.99997495 g/cm3 | 1.0000（定義により）                  |

## 単位体積当たりの質量

### 密度の単位
次式の形で定義される。
{\displaystyle \rho ={\frac {m}{V}}}  (ρ:密度　m:質量　V:体積)
単位体積当たりの質量としての密度は国際単位系 (SI) では キログラム毎立方メートル（kg/m3）を一貫性 のある組立単位として使用する。日本の計量法では、kg/m3、g/m3 、g/L の3つが定められている。
以下では、( )内は、計量法で列記されていない単位によるものである。
1 kg/m3 = 1000 g/m3 = 1 g/L (= 0.001 g/cm3)
例えば、水の密度（標準気圧、温度3.984 °C）は、
999.97495 kg/m3 = 999974.95 g/m3 = 999.97495 g/L (= 0.99997495 g/cm3)
g/cm3という単位は国際単位系 (SI)では一貫性のない単位であるが、この単位での密度は、水に対する比重とほとんど同じであって直感的に分かりやすいためによく使用される。ただし、比重は無次元量であることに注意。
1 g/cm3 = 1 kg/L = 1 t/m3 = 1000 kg/m3

### 密度の種類
- 真密度：物質の真実の状態の密度。物体の表面や内部の気孔の部分を除いた物体そのものの体積で、物体の質量を割った値。
- 見かけ密度：物体の表面の気孔の体積は除くが、内部の気孔の体積を含めて求めた密度。
- 嵩密度：粉体を容器内に詰め、容器内の隙間も体積と見なして測定した密度（この場合は見かけ密度ともいう）。
- タップ密度：粉体を容器に詰める際に振動させてより充填させて測定した嵩密度。

一般に　真密度　≧　見かけ密度　≧　嵩密度

### いろいろな物質の密度
以下では、単位としての一貫性はないが、よく使われる g/cm3 = 103 kg/m3　によるものを列記する。
- オスミウム - 22.59
- イリジウム - 22.56
- 白金 - 21.45
- 金 - 19.30
- タングステン - 19.25
- ウラン - 19.1
- 水銀 - 13.534
- 鉛 - 11.34
- 銀 - 10.49
- 銅 - 8.96
- 鉄 - 7.874
- チタン - 4.506
- アルミニウム - 2.70
- ケイ素 - 2.3290
- マグネシウム - 1.738
- 水 - 0.99997495（温度3.984 °Cにおける最大密度）[6]
- ナトリウム - 0.968
- カリウム - 0.862
- リチウム - 0.534

## 密度の測定方法
アルキメデス法
アルキメデスの原理を利用する方法。空気中と水中での質量をそれぞれ測定し、両者から体積を求めて密度を算出する。
比重びん法
比重びんの重さ、試料をいれた比重びんの質量、さらに置換液を加えてびんを満たした時の質量、比重瓶を置換液で満たした時の質量を測定し、体積と質量を算出する。

## 科学上の密度概念の歴史

### 古代
我々はいろいろなものを手で持ち上げただけで、大抵は直接に密度を感じ取ることができる。従って、密度の概念はそれが「質量÷体積」で定義されるずっと前から存在していた。目の前に純金と銀に金メッキされた物を出されても、誰でも手に持って比べればどちらが純金かはすぐ分かる。それはその密度が2倍も違うからであるしかし、もっと微妙な差になると判定が難しくなる。アルキメデスが謎解きしたという「ヒエロン王の王冠の謎の問題」では、アルキメデスは「重さの減少分は、物体と同体積の水の重さに等しい」という原理を発見し、同じ重さの物体の浮力の相違は「密度・比重の概念」を数量的に認識させることとなった。

### 中世ヨーロッパの重さと比重の区別
12世紀から13世紀にかけてアラビア語からラテン語に翻訳された「アルキメデスの書」の手稿本によれば、「2つの重さの相互の関係は二重の仕方で考えられる。その一つの方法は種類によるもので、もう一つは総額によるものである。種類によるものはたとえば金の重さを銀の重さと比べたいときに用いられるもので、これは金と銀の大きさを基礎としてなされなければならない」・「総額によってというのは、われわれが目方を知ろうとしてそれらのかたまりの大きさがどうであろうとおかまいなしに、金のあるかたまりは銀のあるかたまりよりも重いと判定するときの、2つの物体の相互の重さの関係である」と述べている。さらに「2つの大きさが等しい物体において、その目方がより多くのカルクリの数に等しいものは、その種類においてより重い」・「同じ種類の物体では、大きさと目方は比例している」・「種類による重さの等しい物体といわれるのは、その等しい大きさの目方が等しいものである」としている。この手稿の元のアルキメデスの本の中には比重、または密度の概念は出てこないが、この手稿本には質量と比重が明確に区別された記述が加えられている。

### ガリレオとニュートンの原子論的密度概念
1590年頃のガリレオ・ガリレイの『運動について』では、「普通にいう物体の重さ」と「物体本来の固有の重さ」を区別し、「普通の重さ」は浮力や抗力などの外力で変化するが、「本来の重さ」は変化しないものと考えた。ガリレオは「物体の見かけの重さが変化しているときでも、物体の大きさと密度が変わらない」ことを根拠に、物体の本来の重さは「密度×体積」で決まる量であるとした。ガリレオは古代原子論者の考えを引いて「この（同じ）物質から作られている物体の中でも、同じ体積中にこの物質の粒子をより多く含んでいるものが、より密であるとよばれたのである」とのべている。ガリレオは古代の原子論者と同様に、密度を「単位体積当たりに含まれる原子の数」によってあらわされるものと考えた。アイザック・ニュートンはガリレオの原子論的密度概念と同じことを、その著書『自然哲学の数学的諸原理』Principia（1687年）において採用し、質量を「密度×体積」によって定義している。ガリレオもニュートンも共に原子論的な思考の上では、質量や重さよりも密度の方が根源的な量と考えていた。

### 中国の密度表
東洋の文献で密度の値が書かれている最も古いものは西暦紀元1世紀の『漢書』の「食貨志下」の冒頭部分に出てくる「黄金方寸而重一斤」である。これは「黄金は一寸立方で重さが一斤だ」ということである。これを今日の値に換算すると18.56 g/cm3であるので、誤差は4 %足らずのよい値である。これはおそらく漢代には「黄金方寸一斤」が重さの単位の基礎として用いられていて、漢代の重さの単位は長さの単位と金の重さを元にして決められていたと考えられる。
3世紀の『孫子算経』の密度表でも「黄金方寸而重一斤」と同じ値が用いられていて銅・鉛・鉄の密度も今日の値に近いが、白金（銀？）は銀とすれば値が1.5倍も大きく、単位の違いなのか誤記なのか、あるいは白金が銀ではない何かをさしていたかはわからない。。

### 江戸時代の和算家と密度
江戸時代には密度のことを「軽重」と呼んでいた。吉田光由の『塵劫記』の初版本（寛永八年：1627年）は、1595年の中国算書『算法統宗』の密度表を書き写した値が載っている。しかし中国書と日本は共に尺貫法を使っていたが、単位の大きさは違っていた。それなのに数値をそのまま引き写したので、その値は正しいものではなかった。たとえば銀の密度は正しい値の1.8倍も大きくなってしまった。吉田光由は密度そのものの物理的な関心が無かったことを示している。このような間違いの引き写しは江戸時代の他の和算書にも見られる。
1640年の今村知商『因帰算歌』には『塵劫記』の密度表を訂正した数値が載せられている。今村知商は『塵劫記』の密度表を5/6倍して、単位を換算しようとした。この結果金の密度は正しい値に近づいたが、鉄・鉛・銅の密度は『塵劫記』よりも悪くなってしまった。1660年代には和算書の密度表は著しく多様化した。同じ純物質の密度の値が異なれば、当然そのどれが一番真の値に近いかが問題になってくる。1684年には『増補算法闕擬抄』が同一の物質の密度について複数の数値をあげて、読者の疑問を喚起した。貞享四年(1687年)には『改算記綱目』が金の密度測定法を取り上げた。その中の「金重或問」で答として「金小判の一立方寸あたりの重さを測定するには、まず目盛りが施されている器物に金小判を何十両か多く入れ、その上から水をいっぱいに入れる。そして次に水がこぼれないように金小判を取り出し、水位の下がった部分の体積が何立方寸かを測定する。そして、この体積で取り出した金小判の総質量を割ると小判に使われている金の純度が分かる。そのほか、純度を測りたい物はこれに倣え」と書かれている。しかしその測定結果は書かれていない。著者の和算家は実際には実験しなかったのである。この水で金の体積を量る方法は『改算記』でも取り上げられていた。

### 儒学と密度への関心の低下
このように「金の本当の密度はどれほどか」という問題が1680年代の和算家に明確に取り上げられたかに見えたが、この問題はこれ以降の和算家には本格的に追求されることが無かった。金や銀や水の密度はこれ以降も正しい値に近づくどころか、かえって多様化する傾向さえ見られた。『塵劫記』の密度表は寛永八年（1631年）版のまま、江戸時代の全期を通じて百種以上も出版され、訂正されることが無かった。和算書は物理的な・実験的な測定事項に関しては1660年代以後停滞・退歩した。1660年代の和算書には「純物質の密度が一定」という考えまでぐらついていたし、1684年の和算書『増補算法闕擬抄』では物理的測定に対する関心が低下すると共に、書物によって密度の値が大きく異なることに対する疑問も起こらなくなってしまった。この傾向は18世紀以降には顕著となった。この原因としては徳川吉宗の享保の改革(1720年ごろ)で、儒学が重んじられ、それ以降、江戸の常識となったことの影響が大きいという。儒学の物質観では「密度は物質に固有な定数である」とは認められていなかったので、密度の測定への関心がもたれなくなった。

### 金座における金の密度の測定
和算家が密度の実用性から離れたとしても、江戸時代には金の小判や銀板が広く流通していたので、その密度が問題になった。幕府の当事者は金の密度が和算家の数字と合わないことを気にとめて、金座に命じて金の密度を実測させ享保十四年（1729年）に130匁/立方寸の結果を得た。これは『塵劫記』や『孫子算経』の値より大幅に小さかった。しかし、今日の金の密度19.3 g/cm3に換算すると143.2匁/立方寸であるので、金座の値は小さすぎる。これは測定に使った金の純度が悪かったというよりは、「金1立法寸の重さ」と幕府に言われたので、実際に金を1寸の立方体に作ったため、体積の精度が悪かったのだと考えられる。

### 西洋の密度の導入
このような測定が行われたきっかけは将軍徳川吉宗の蘭書解禁の政策。で西洋歴算書の『歴算全書』（1726年舶来）の和訳がなされ、西洋の密度の値が初めて日本に紹介されたためと考えられている。この本には金の密度19、銀の密度10.3と与えられていた。そこでヨーロッパの値と日本の値との違いを正すことが金座での密度測定の動機になった。

### 宅間流和算の密度
関西地方の和算の小さな会派であった「宅間流 」の和算書『（増補）算学稽古大全（さんがくけいこたいぜん）』（松岡能一：1806年）は、当時としては珍しく物理・実用的な事柄に多くの関心が見られた分厚い啓蒙書である。その書では密度が「寸重」・「尺重」という用語で表され、金144匁、水7貫400目などの値が記載されている。現代の値では金19.3 g/cm3＝143.2匁/寸3、水1 g/cm3＝7貫420目/尺3 となるので、かなり正確な値である。「寸重」・「尺重」という言葉は江戸時代において密度を表す数少ない述語らしい用語として注目に値するものであるという。

### 商人の用いた密度
銭貨学の古典的大著『算貨図彙』（文化十二年:1815年）には、和算書や金座の測定値よりも現在の値に近い数値が与えられている。銀の密度が金の密度よりもずっと小さいことは金貨や銀貨を扱っていた商人たちには十分よく知られていた。それにもかかわらず和算家たちは自分たちの用いている密度の値を怪しまなかったのである。
江戸時代にはアルキメデスの原理が知られていなかったので、浮力を用いてサンプルの比重を測る方法は取られることが無かった。そこで西洋の数値に劣る結果しか得られなかった。むしろ江戸時代の密度の測定値は時を経るに従って改善されるということが無かった。江戸時代前半は人口が増えて、土木工事や経済活動が活発だった。その時代の和算家は金属や水や土の密度に深い関心を持ち、値を改善しようとした。しかし江戸時代後半に人口増加が止まり、経済も停滞すると、そのような物理的・実用的な問題に対する意慾が減退し、すでに書物に書かれているものだけに頼ることになり、古い『塵劫記』の密度表がそのまま引き写されるだけになった。

### 初めて「浮力の原理」と密度に言及した本
日本の書物で初めて浮力の原理に言及したのは文政十年（1827年）の青地林宗『氣海観瀾』である。この書では「称水」の項に浮力の原理が説明され、アルキメデスの発見であると明らかにしている。これを引き継いだ本では密度のことを「本重」という術語で表すようになった。「密度」という訳語は明治になってからの「物理学訳語会」（明治16–18年：1883–1885年）で初めて採用された。比重の語の初出は『理化新説』（明治二年：1869年）である。